# 卡拉洛亞 (夏威夷州)
卡拉洛亞（英語：Kalaeloa）是位於美國夏威夷州檀香山縣的一個人口普查指定地區。

## 地理
卡拉洛亞的座標為21°19′28″N 158°04′59″W / 21.32444°N 158.08306°W，而該地最高點為海拔高度9米（即30英尺）。

## 人口
根據2010年美國人口普查的數據，卡拉洛亞的面積為0.70平方千米，均為陸地。當地共有人口48人，而人口密度為每平方千米68.57人。